# Halaba
Halaba è una delle zone amministrative in cui è suddivisa la Regione delle Nazioni, Nazionalità e Popoli del Sud in Etiopia.

## Woreda
La zona è composta da 4 woreda:
1. Atote Ulo
2. Kulito town
3. Wera
4. Wera Djo